# Корсунське лісництво
Ко́рсунське лісництво — структурний підрозділ Корсунь-Шевченківського лісового господарства Черкаського обласного управління лісового та мисливського господарства.
Офіс знаходиться у м. Корсунь-Шевченківський, Черкаська область.

## Лісовий фонд
Лісництво охоплює ліси Корсунь-Шевченківського району.

## Об'єкти природно-заповідного фонду
У віданні лісництва перебувають об'єкти природно-заповідного фонду:
- загальнозоологічний заказник місцевого значення Виграївський,
- ботанічна пам'ятка природи місцевого значення Дерево ялини звичайної,
- заповідне урочище  місцевого значення Різаний Яр,
- парк-пам'ятка садово-паркового мистецтва місцевого значення Алея княгині Лопухіної.

## Галерея

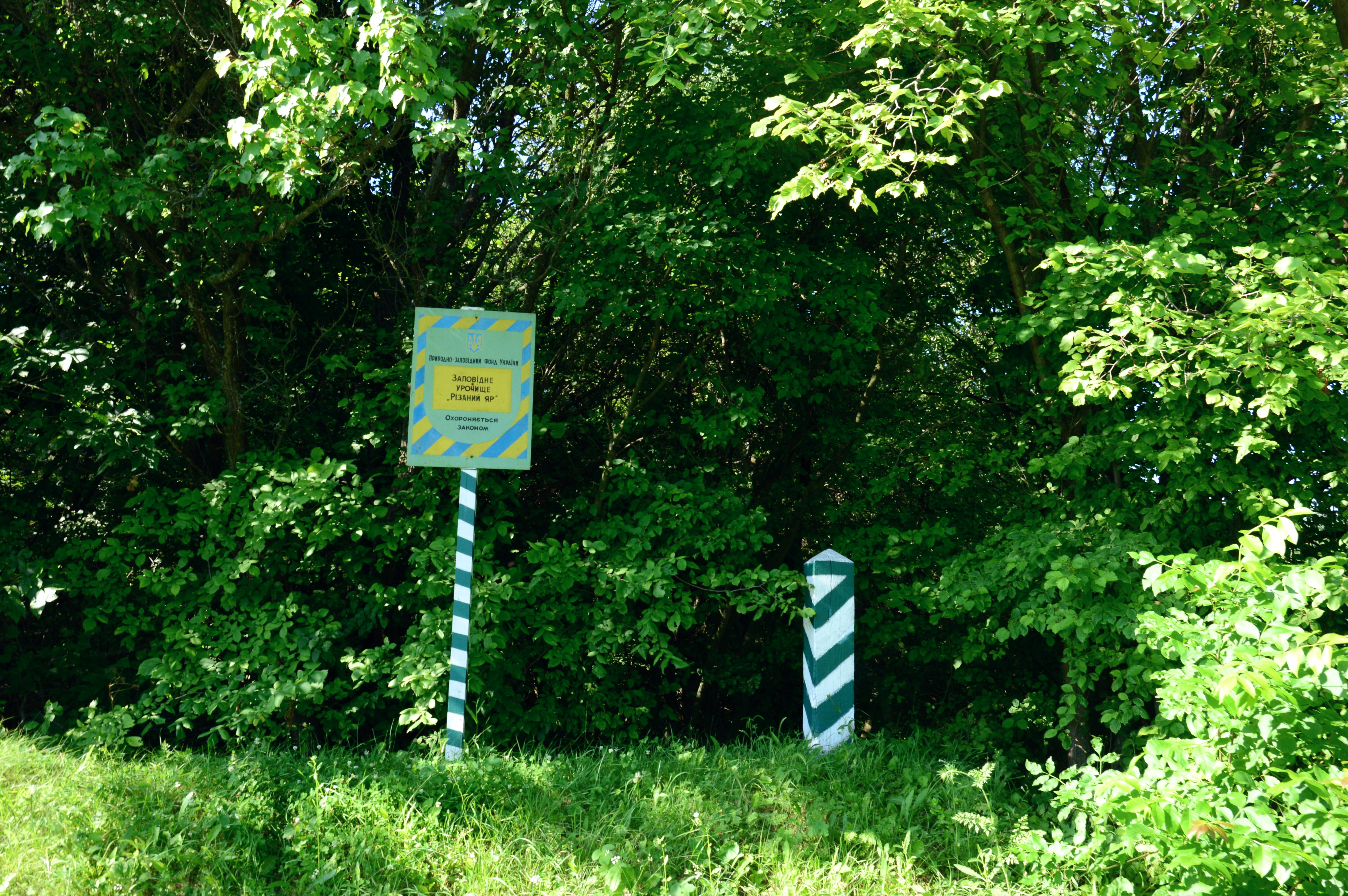
Урочище Різаний Яр
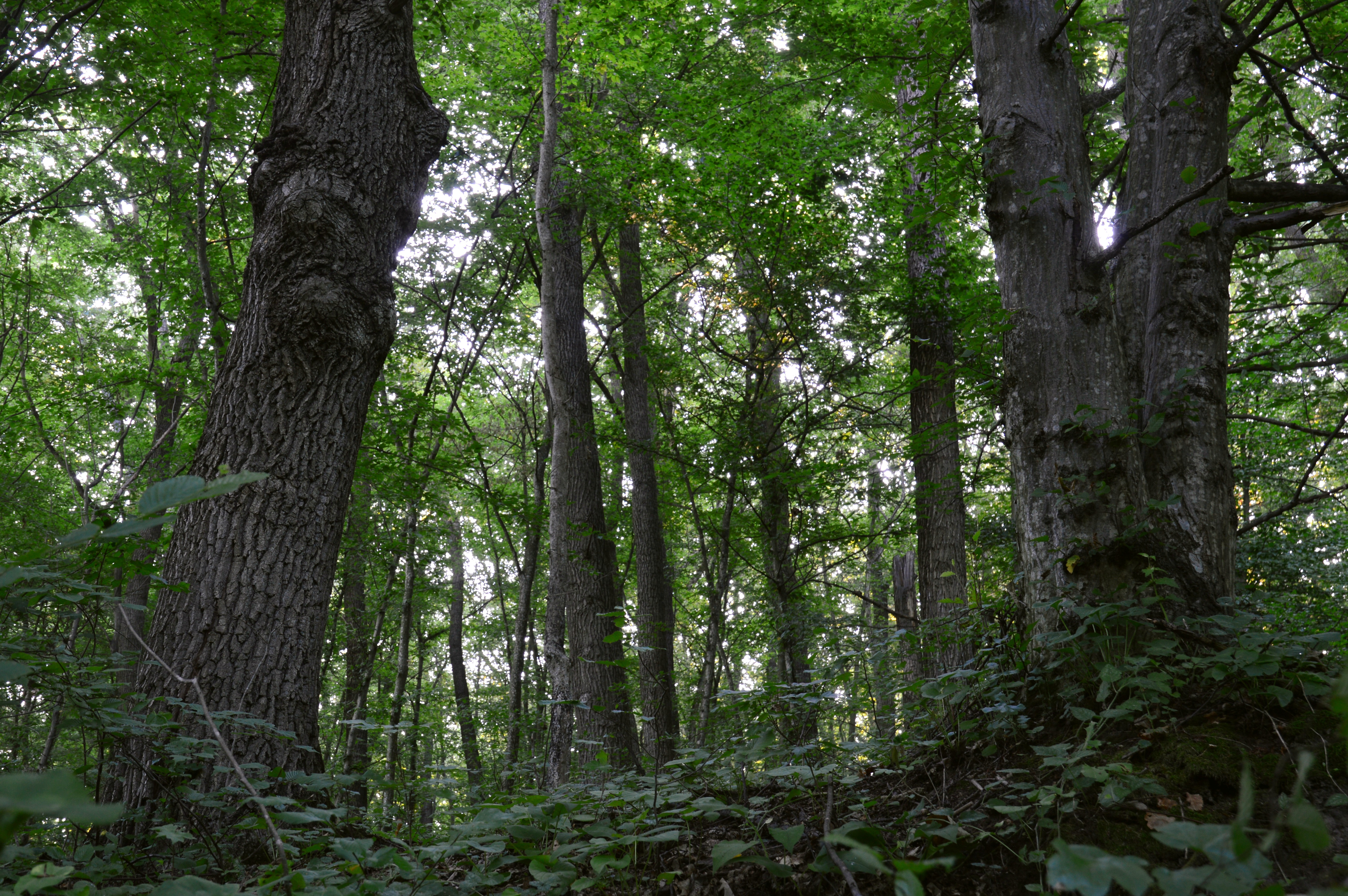
Ліс у Виграївському заказнику